# Brandabschottung (Kabel)

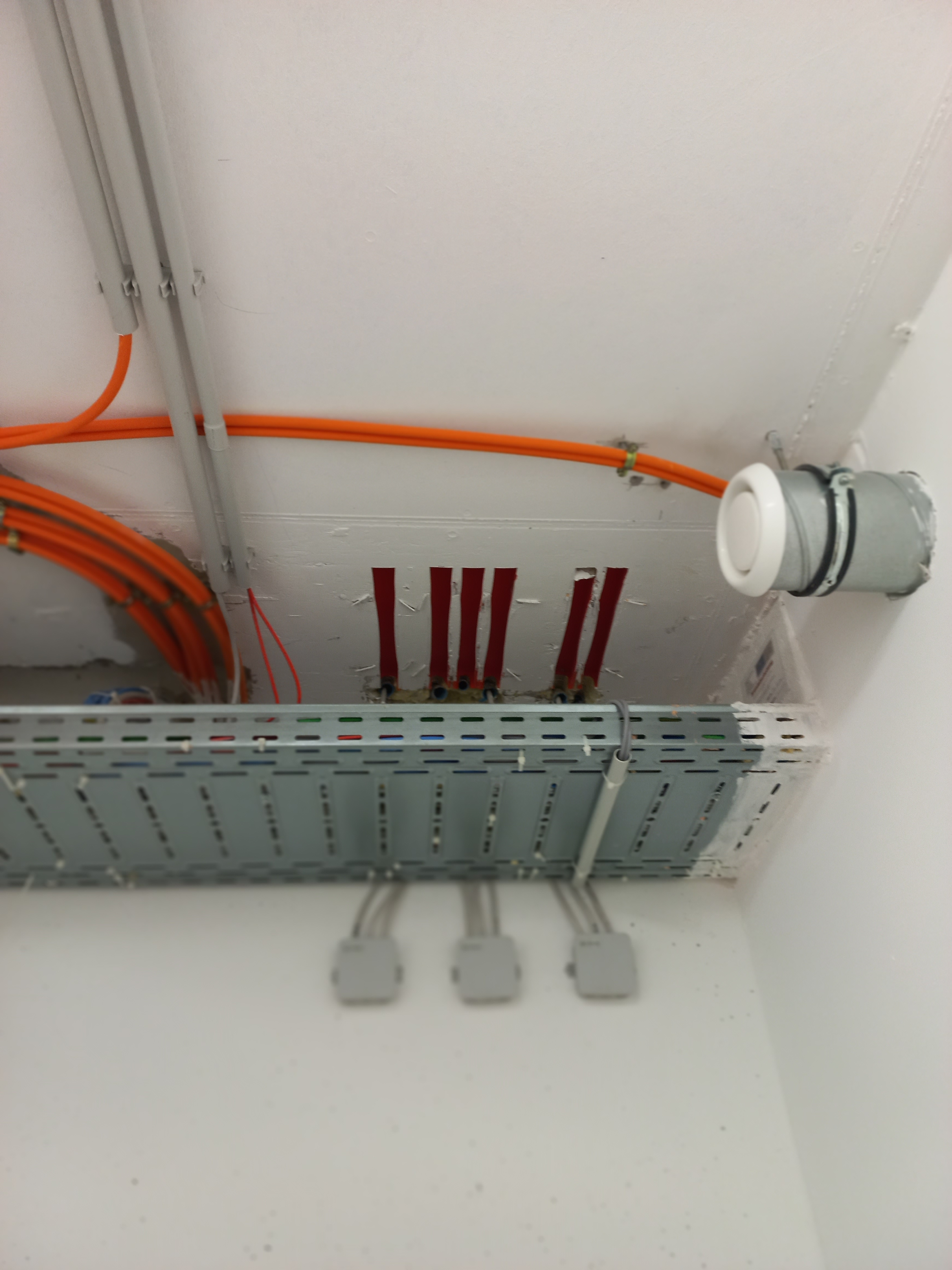
Brandabschottung für Kabel und ein Lüftungsrohr. Oberhalb der Kabelpritsche befindet sich auf einem Siegel die Angaben zum Unternehmen, welches die Brandabschottung hergestellt hat.

Brandabschottung ist ein Teil des baulichen Brandschutzes (Abschottungsprinzip). Dazu werden Gebäude in Abhängigkeit von der Gebäudeklasse und der Nutzung des Gebäudes in Brandabschnitte unterteilt und voneinander abgeschottet.
Um gemäß der Generalanforderung der Bauordnungen im Schadensfall Schutz zu bieten und keine Gefahr für Leben und Sachwerte entstehen zu lassen, ist es notwendig, ein entstandenes Feuer so lange an der Ausbreitung zu hindern, dass eine Evakuierung des Gebäudes und eine effektive Brandbekämpfung durch die Feuerwehr möglich ist. Die Brandabschnitte werden dabei durch Wände und Decken mit einer bestimmten Feuerwiderstandsfähigkeit (typische Klassen sind z. B. 30 oder 90 Minuten) abgegrenzt oder abgeschottet. Damit der Feuerwiderstand erhalten bleibt, dürfen diese brandabschnittsbildenden Wände und Decken nicht unterbrochen werden. Da Gebäude jedoch immer mit unterschiedlichen Installationen durchzogen sind, ist es erforderlich, dafür Öffnungen zu schaffen. Um die Feuerwiderstandsfähigkeit der Brandabschnitte an diesen Durchdringungen wiederherzustellen, müssen Installateure dort entsprechende Kompensationsmaßnahmen in Form von dafür zugelassenen Brandabschottungen, Lüftungsklappen, Feuerschutzabschlüssen usw. treffen. Werden verschiedene Installationen (Kabel und Rohre) durch gemeinsame Öffnungen geführt und mit einem Abschottungssystem verschlossen, spricht man von Kombischotts.

## Kabelabschottungen
In der Elektroinstallation kommen beim Brandschutz sogenannte Kabelabschottungen oder Kabelschotts zum Einsatz, die nach DIN 4102-9 oder nach DIN EN 1366-3 geprüft und zugelassen sein müssen oder für die nach der neuen Bauproduktenverordnung eine Europäische Technische Bewertung ausgestellt wurde. Sofern diese Systeme fachgerecht (entsprechend ihren Zulassungen) eingebaut sind, verhindern sie die Brandausbreitung und die Weiterleitung von Rauch mindestens für die angegebene Feuerwiderstandsdauer. Die Feuerwiderstandsdauer von Kabelabschottungen und Kombiabschottungen, die nach DIN 4102-9 geprüft sind, wird z. B. mit S90 angegeben. Dabei steht das S für Schott und die 90 für 90 Minuten Feuerwiderstand. Die nach der europäisch harmonisierten Norm EN 1366-3 geprüften Abschottungen werden z. B. mit EI90 klassifiziert. Das E steht dabei für den Raumabschluss (franz.: Étanchéité) und das I für die Wärmedämmung (Isolation). Anders als bei der Klassifikation nach deutscher Norm könnte ein System nach EN auch als E90 I60 gekennzeichnet sein. Die Anwendbarkeit dieser nach EN getesteten Systeme richtet sich nach den jeweiligen nationalen Anforderungen an den Brandschutz.

### Zulassungsbestimmungen
Da die Verarbeitung dieser Systeme nicht gesondert geregelt ist, also nicht zwingend einem speziellen Gewerk zugeordnet wurde, darf im Grunde jeder Kabelabschottungen einbauen, der sich dabei an die in den Zulassungen geregelten Einbauvorschriften hält.
Anders ist das bei sogenannten Kombischottsystemen. Aufgrund der Komplexität der Vorschriften in den Zulassungen hat die nationale Zulassungsstelle, das Deutsche Institut für Bautechnik (DIBt), zwingend vorgeschrieben, dass die Monteure von den jeweiligen Systemherstellern bzw. Zulassungsinhabern geschult werden müssen. Auf diese Weise geschulte und zertifizierte Monteure werden namentlich beim DIBt gelistet und dürfen dann die jeweiligen Schottsysteme verarbeiten.
Die Einbaubestimmungen in den Zulassungen sind immer positiv formuliert, d. h. es darf nur das gemacht werden, was so auch explizit in der Zulassung beschrieben ist. Der jeweilige Installateur muss hinterher dem Bauherrn gegenüber mit einer Übereinstimmungsbestätigung erklären, dass er alles gemäß der betreffenden Zulassung ausgeführt hat. Er ist dann für die Funktion des Schottsystems verantwortlich und kann im Ernstfall auch zur Rechenschaft gezogen werden.

## Kabelabschottungssysteme
Zur Abschottung von Kabeln wurde in den vergangenen 30 Jahren eine Vielzahl von unterschiedlichen Schottsystemen entwickelt, die alle für den jeweiligen Anwendungszweck Vor- und Nachteile bieten. Wichtige Punkte sind hierbei der Feuerwiderstand und die Bauart der Wand bzw. Decke sowie deren Dicke. Bei leichten Trennwänden kann es beispielsweise sein, dass Laibungen in die Öffnungen eingebaut werden müssen. Bei zu geringen Wanddicken ist es möglich, dass z. B. zusätzliche Aufplankungen vorgesehen werden müssen.
Auch Lichtwellenleiter sind in der Regel durch die Zulassungen abgedeckt. Davon müssen jedoch Glasfaser-Bündelrohrsysteme (Blown-Fibre-Tubes) abgegrenzt betrachtet werden. Diese sind durch Standardzulassungen nach DIN 4102-9 nicht abgedeckt und erfordern eine gesonderte Prüfung und Zulassung.
Ein weiterer wichtiger Grundsatz ist, dass Schottsysteme nicht miteinander gemischt werden dürfen.

### Mineralfaserschotts
Mineralfaserschotts sind Kabelabschottungen aus Mineralfaserplatten hoher Dichte mit zusätzlichen Beschichtungen. Die Platten werden in die Öffnungen gestellt, an die Installationen gearbeitet und dann beschichtet. Dabei gibt es Beschichtungen, die im Brandfall aufschäumen und eine Isolationsschicht bilden, und sogenannte Ablationsbeschichtungen, die im Brandfall durch endotherme Prozesse im Material Wärme absorbieren und auf diese Weise „isolieren“. Auch die durchgeführten Kabel und Kabeltrassen müssen auf beiden Seiten des Schotts vollständig in verschiedenen Längen (z. B. 15 cm) und in einer bestimmten Dicke mit dieser Beschichtung versehen werden.

### Mörtelschotts
Mörtelschotts verhindern Brandweiterleitungen durch Wand- und Deckenöffnungen. Auch als „Hartschott“ bezeichnet, verschließt dieses System Durchdringungen von raumabschließenden Bauteilen z. B. mit Rohren oder Kabeln feuerbeständig und rauchdicht. Der Mörtel wird in einer bestimmten Mindestdicke (i. d. R. 15–20 cm) in die Durchbrüche eingebracht. Ein Mörtel- oder auch Hartschott besteht aus Brandschutzmörtel der vor seiner Verarbeitung mit Wasser angerührt wird und dann in die Bauteilöffnung eingebracht wird. Hierbei sind gemäß den vorhandenen bauaufsichtlichen Zulassungen / Prüfzeugnisse der einzelnen Hersteller Mindestabstände zwischen den durchgeführten Medienleitungen und zu den Bauteillaibungen einzuhalten. Ebenso sind die maximal vorgegebenen Leitungsquerschnitte zu berücksichtigen. Die Schottgröße ist in der jeweiligen Zulassung beschrieben. Hier kann jedoch größtenteils von der 60-%-Regel ausgegangen werden. Diese Regel besagt, dass eine Abschottung zu jeweils maximal 60 % mit durchgeführten Leitungsanlagen belegt sein darf und dass mindestens 40 % Brandschutzmaterial vorhanden sein müssen.

### Brandschutzkissen
Brandschutzkissen, auch „Kissenschott“ genannt, sind Elemente zum Abschotten von Kabeldurchlässen. Sie bestehen aus einem Füllmaterial auf Mineralfaserbasis sowie aufschäumenden Baustoffen und sind z. B. von Glasfasergewebe umhüllt. Für den Einbau werden die Kissen horizontal, schichtweise und gegenseitig versetzt in die Öffnung eingelegt. Unterschiedlich große Kissen unterstützen, dass die Fugen zwischen Kabeltragekonstruktionen und Öffnungslaibungen sowie die Zwickel zwischen Kabeln über die gesamte Schottdicke hinweg abgedichtet und alle durchgeführten Kabel dicht umhüllt sind. Damit kein Unbefugter die Brandschutzkissen entfernt, sind diese teilweise mit Drahtgitter geschützt.

### Brandschutzschäume
Brandschutzschäume sind meist in Kartuschen abgefüllt und bestehen aus mehreren Komponenten, die beim Auspressen vermischt werden, in der Öffnung aufschäumen, ausreagieren und dann erhärten. Sie schäumen im Brandfall durch Wärme auf und dienen u. a. als Kabelabschottung.

### Stopfen und Formblöcke
Die Formblöcke werden in der Art von Backsteinen in die Öffnung eingestapelt und an die jeweiligen Installationen gearbeitet. Restöffnungen werden mit systemgebundenem Kartuschenschaum oder Brandschutzkitt verschlossen. Für Kernbohrungen gibt es je nach Durchmesser passende Stopfen, die an beiden Seiten in die Öffnung integriert werden; Restöffnungen oder Zwickel werden mit entsprechendem Kitt verschlossen.
Auch die Stopfen und Formblöcke schäumen im Brandfall auf und bilden eine Isolierschicht, die die Brandweiterleitung verhindert.

### Kabelboxen
Kabelboxen sind vorgefertigte Abschottungen. Sie bestehen aus einem Stahlblechgehäuse, das in Öffnungen in Wänden, Böden, Decken und im Unterflur eingebaut wird, um Kabel hindurchzuführen und gegen Feuer und Rauch abzuschotten. Die Box ist mit Brandschutz-Paketen ausgekleidet, die im Brandfall aufschäumen und den Innenraum verschließen. Nachdem die Kabel durchgeführt wurden, wird die Box an den Stirnseiten mit speziellen Schaumstopfen und einer dauerelastischen Dichtmasse gegen Rauch abgedichtet.

### Sandfallen
Sandfallen, auch Sandtassen oder Sandkasten genannt, dienen zur Kabeldurchführung in Wänden. Hierbei wird an der Wand zu beiden Seiten eine Kiste aus Stahlblech angebracht, deren Oberkanten höher sind als die Oberkante der abzuschottenden Bohrung. Die Kabel werden durch die Wand geführt und mit Haltenasen unten in der Falle fixiert. Anschließend wird die Kabeldurchführung mit Sand der Körnung 0–2 mm aufgefüllt. Vorteil dieser Lösung ist, dass man relativ einfach nachträglich weitere Kabel hinzufügen kann, ohne die Sandfalle zu zerstören.